# Szent István-bazilika (Budapest)
A Szent István-bazilika (németül: St.-Stephans-Basilika, ismert még lipótvárosi plébániatemplom néven is), neoreneszánsz stílusú római katolikus főszékesegyház Budapest V. kerületében, Lipótvárosban. A bazilika Magyarország és a magyar katolikus egyház egyik legjelentősebb szakrális épülete, az Esztergom-Budapesti főegyházmegye társszékesegyháza az esztergomi bazilika mellett.
Az épület névadója a magyar államalapító, Szent István, akinek épségben maradt jobb kezét, a Szent Jobbot ereklyeként itt őrzik. 96 méteres magasságával az ország egyik legmagasabb, a Mol Campus után és az Országház mellett a főváros második legmagasabb épülete.

## Története
A mai bazilika helyén a 18. században Heccszínház (Hetz-Theater) állt, mely állatviadaloknak adott helyet. Az akkoriban kialakult új városrész, a Lipótváros egyik gazdag polgára, Zitterbarth János hamarosan kis, ideiglenes templomot építtetett ide. 1817-ben mintegy ezer hívővel megalakult a lipótvárosi plébánia, és ezzel felmerült az igény arra, hogy Lipótvárosnak saját, komoly plébániatemploma legyen. Ekkor indult meg a gyűjtés, és több terv is készült a jövőbeni templomról (például Brein Ignácé, Hild Józsefé). A bazilika tényleges megépítésére az 1838-as nagy árvíz szolgáltatott indokot. A mai Szent István tér közepe egy kis, természetes kiemelkedést képezett a sík pesti területen, amelyen több száz lakos talált menedéket a víz sodrása elől, amíg csónakokkal kimentették őket. Az árvíz túlélői fogadalmi adományokkal támogatták, hogy csodálatos megmenekülésük helyszínén templom épüljön.

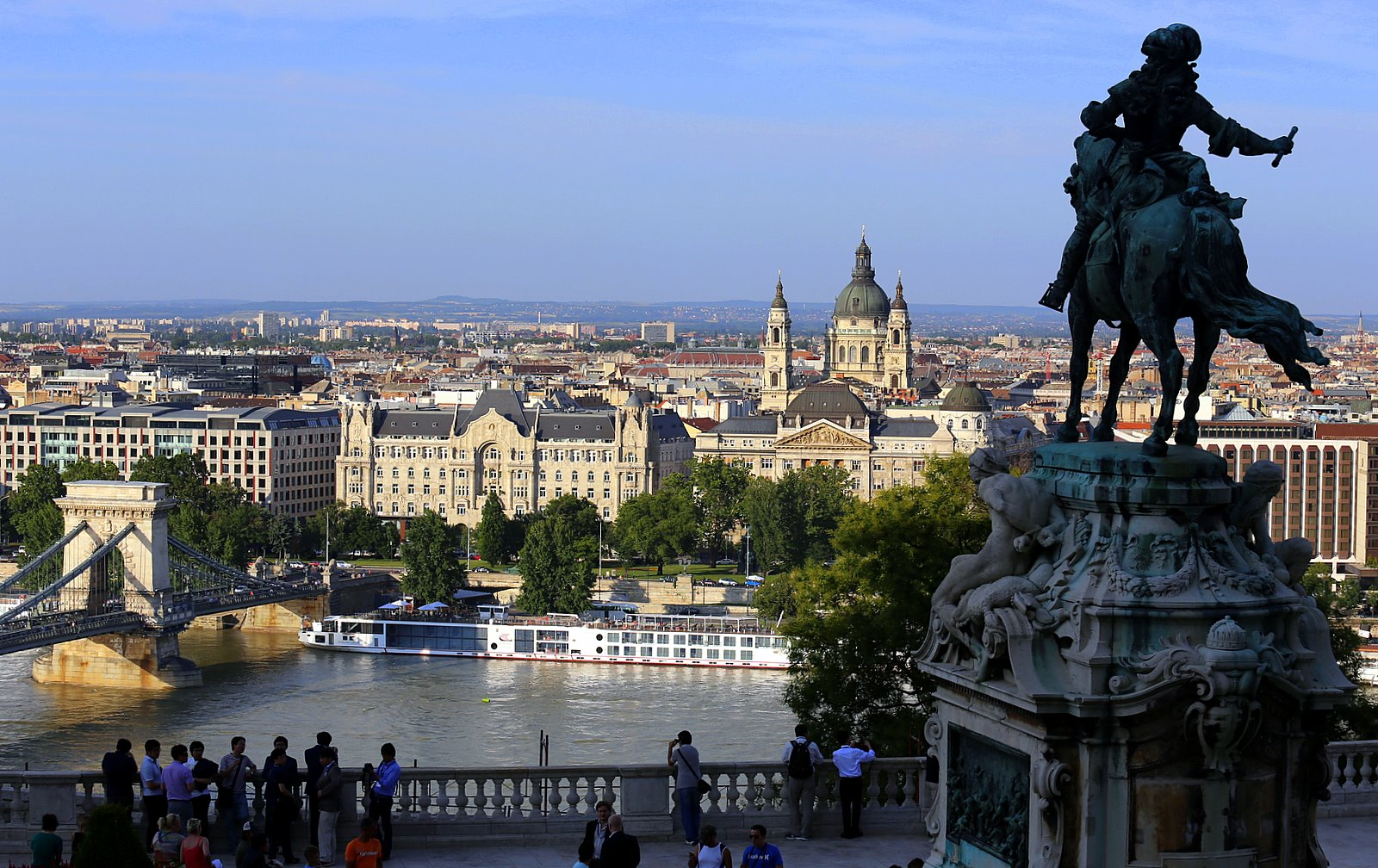
A Bazilika a Budai Vár felől

1845-ben végül Hild József kapott megbízást a tervek elkészítésére. A földmunkákat már 1846-ban megkezdték, de a folytatás az 1848–49-es forradalom és szabadságharc miatt késedelmet szenvedett (ekkor szenvedett súlyos károkat a bontásra ítélt Zitterbarth-féle templom is). A Hild elképzelései szerinti klasszicista stílusú istenháza építését 1851. augusztus 14-én kezdték el. Sina Simon báró volt a fő mecénása. Az alapkőletételre 1851. október 4-én került sor. Hild József 1867-ben bekövetkezett haláláig vezette a munkálatokat, és csak ezt követően derült ki, hogy az építőanyag minőségében és a kivitelezésben is voltak hibák. 1868. január 22-én a már felfalazott kupola – a féloldalas terhelés és a pillérek egyenlőtlen süllyedése miatt – beomlott. A törmelék eltakarítása és a rosszul felhúzott épületrészek visszabontása 1871-ig tartott. Az építési tervek átdolgozására és a munkálatok vezetésére Ybl Miklóst kérték fel, aki neoreneszánsz stílusban dolgozta át a terveket, és 1891-es haláláig ellátta a művezetői feladatokat. A díszítőmunkálatok és az épületbelső végleges kialakítása 1905-re készült el, Kauser József vezetésével.
A templomot 1905. november 9-én szentelték fel, a zárókő elhelyezésére pedig az uralkodó jelenlétében került sor 1906. december 8-án. Noha az eredeti szándék szerint az új templom Ausztria védőszentjének, Szent Lipót nevét viselte volna, még elkészülte előtt, az 1896-os millenniumi ünnepségek kapcsán, 1897-ben az érseki főhatóság Szent István király oltalmába helyezte, és nevére is szentelték fel.
Budapest ostroma alatt, a bombázások során 1944–1945-ben a falak, a tornyok jelentős károkat szenvedtek, és szükségessé vált a tetőszerkezet teljes cseréje. A munkálatok közben, 1947-ben a kupola ismét leégett, és országos adakozásból teremtették elő a helyreállításhoz szükséges pénzt. 1982-ben az épület ismét életveszélyessé vált, amikor egy erős vihar az utcára sodorta a nagykupola lemezfedését, így 1983-ban nekifogtak a bazilika teljes felújításának, amely 2003. augusztus 14-én fejeződött be. Ennek során nemcsak az épületet varázsolták újjá, hanem renoválták a templom valamennyi műtárgyát, a mozaikokat, a képeket, a szobrokat és az ólomüveg ablakokat. A bazilika kupolájában körkilátó létesült, ahonnan csodálatos panoráma nyílik az egész fővárosra. Emellett az épület új díszkivilágítást kapott és közvetlen környezetét, a Szent István teret is felújították.
1988-ban nyílt meg az eredetileg a déli torony földszinti termében látogatható kincstár, melynek helyén 2010. június 6-án szentelte fel Erdő Péter bíboros prímás, esztergom-budapesti érsek az új Szentségi kápolnát, mely a turistaórák és egyéb, templomteret betöltő rendezvények alatt is egész nap várja a csendre, elmélyült imára és elmélkedésre érkezőket.
2012. március 19-én, Szent József ünnepén adták át az oszlopcsarnokbeli lifttel és lépcsőn is megközelíthető, három teremre bővült kincstárat, Mindszenty József bíboros, hercegprímás legteljesebb hagyatékával, amelyet a főpásztor születése 120., jubileumi évfordulója alkalmából az ehhez kapcsolódó eseménysorozat első jeles eseményeként állítottak ki. Számos miseruha található itt az egykori budavári királyi palotatemplom örökségéből, továbbá Erzsébet királyné kézi hímzését is megcsodálhatják az ide érkezők. Állandó letétként látható a Szent Jobb – Mária Terézia (1717–1780) által az Angolkisasszonyok rendjének adományozott – páratlan faragással készült hiteles másolata is. A bazilika megépítésétől kezdve állami tulajdonban volt, s a magyar katolikus egyház csak az ingatlan kezelőjeként volt nyilvántartva. 2001. augusztus 16-án ünnepélyes keretek között az épület egyházi tulajdonba került.

## Az épület

### Külső tér

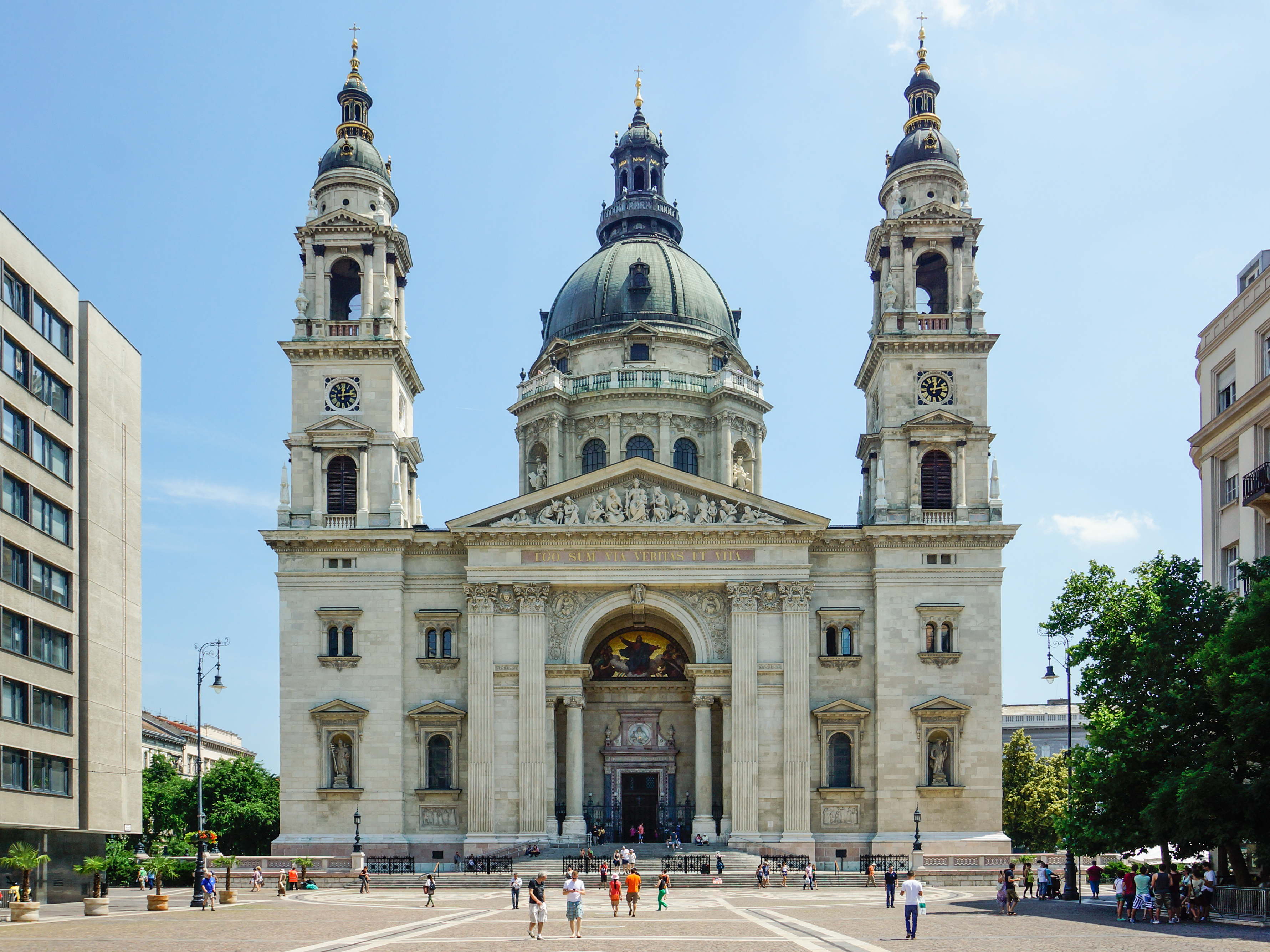
A Bazilika főhomlokzata a Szent István tér felől

A Szent István-bazilika a főváros harmadik legmagasabb épülete a Mol Campus és az Országház után, míg országos viszonylatban Magyarország negyedik legmagasabb épülete. Az épület magassága 96 méter, hossza 87,4 méter, szélessége 55 méter. Befogadóképessége nyolcezer fő.
A Hild József által elkészített eredeti, klasszicista tervek szerint a bazilika a mainál zártabb, tömörebb épület lett volna, amelynek nyugati főhomlokzatát korinthoszi oszlopos portikusz, oldalait pedig négy-négy hatalmas pillér zárta volna le. A bazilika Ybl Miklós újragondolása nyomán nyerte el ma ismert formáját, amely az eredetihez képest főleg a homlokzati rész kialakításában mutat jelentős eltérést. Az óriási, félkörös fülkével széthúzott homlokzati tornyok közötti, tágas előtéren keresztül lehet bejutni az épületbe.
A két toronnyal közrezárt, nyugatra néző főhomlokzaton korinthoszi oszlopfős pilaszterek tartják a timpanont, amelyben Fessler Leó szoborcsoportja látható, A magyar szentek és Szent Lipót hódolata a Madonna és a kis Jézus előtt címmel. A timpanon alatti párkányon olvasható az Újszövetségből vett krisztusi mondat: EGO SUM VIA, VERITAS ET VITA; vagyis Én vagyok az út, az igazság és az élet. A toronyfülkék és a kupola külső szobrai Fessler Leó, Brestyánszky Béla és Mayer Ede alkotásai. A torony falfülkéiben Szent Ambrus, Szent Ágoston, Nagy Szent Gergely és Szent Jeromos, míg a kupolatamburon a négy evangélista szobra látható. A keleti oldalon, a sekrestye- és a Szent Jobb-kápolna félkörívét koronázó mellvéden a tizenkét apostol, fölöttük pedig Krisztus alakja látható.

### A belső tér

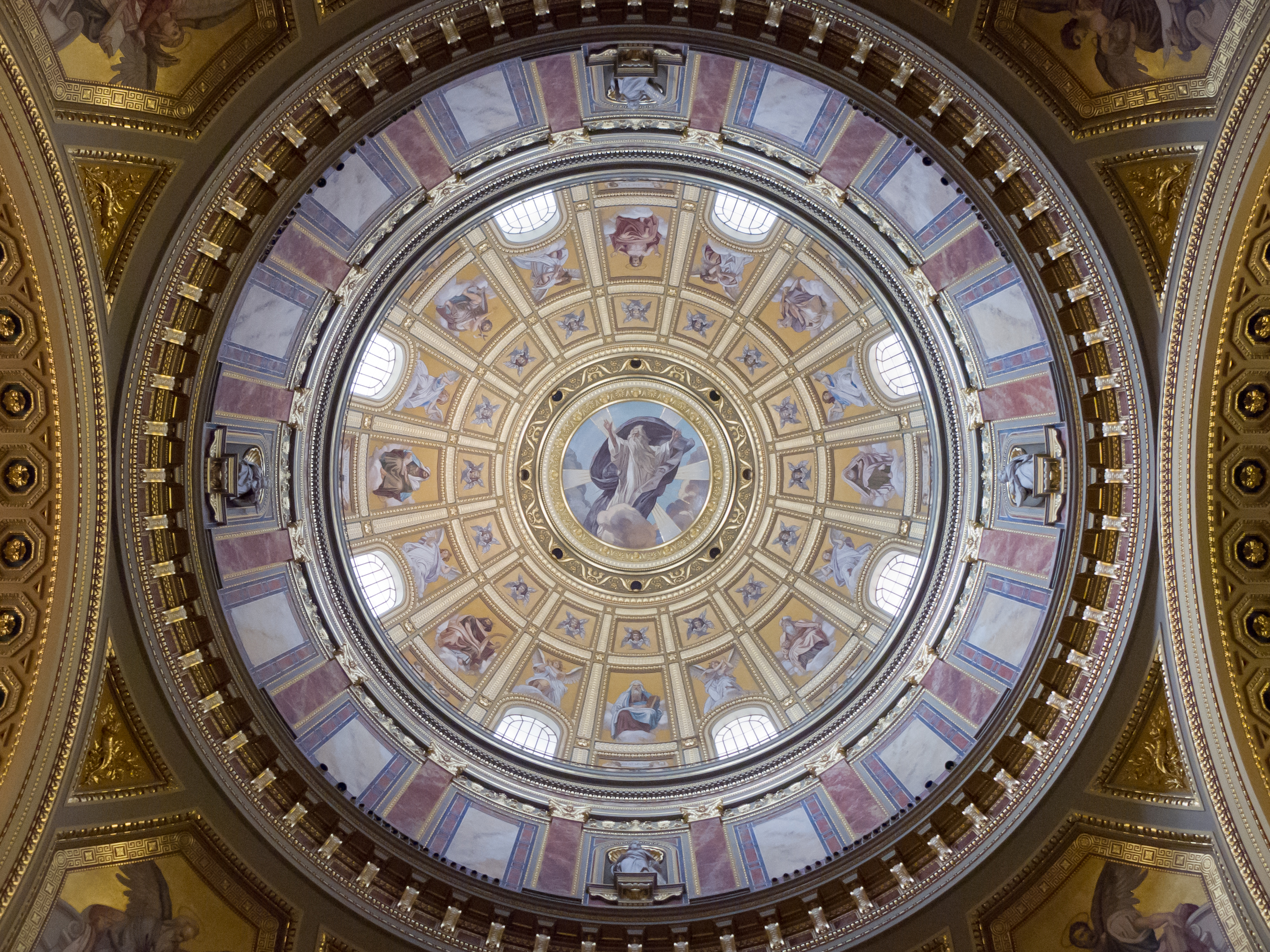
A kupola

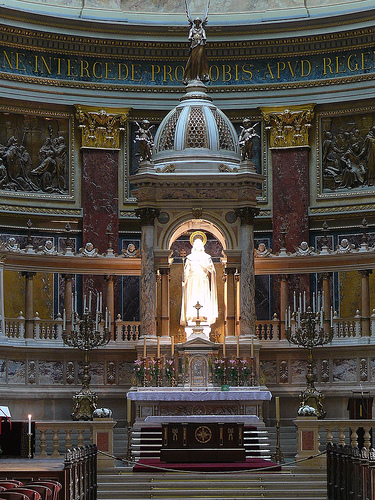
A szentély a baldachinos főoltárral

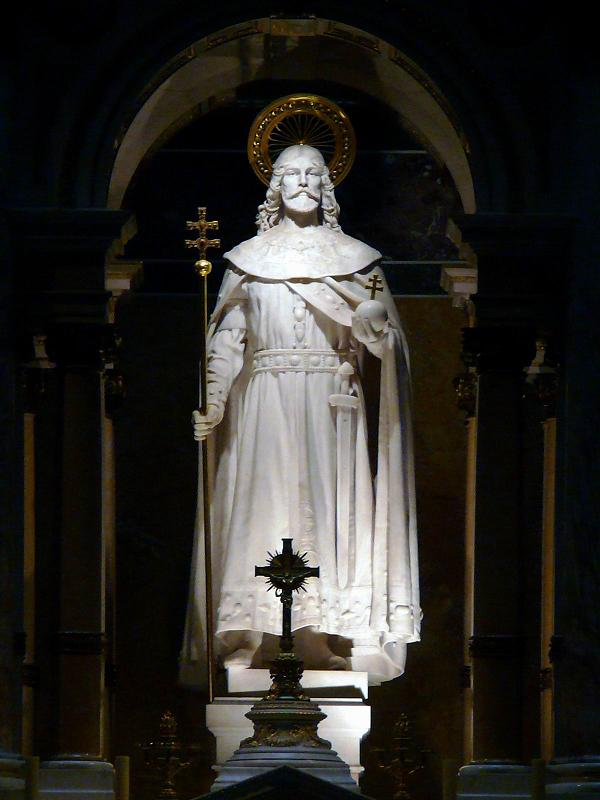
Strobl Alajos Szent István-szobra

A templom építészeti szerkezete nem bazilikás elrendezésű. A görög kereszt alaprajzú, kilencosztatú belső teret nyugatról a sekrestye és a Szent Jobb-kápolna, illetve a félköríves szentély zárja le. A kereszt szárainak metszéspontjában, a szentély fölött magasodik a tamburos kupola. A kereszt szárait dongaboltozat, a közöttük lévő melléktereket pedig kis méretű kupola fedi.
A bazilika rendkívül gazdag képzőművészeti alkotásokban. A főbejárat előcsarnokában Senyei Károly Szent István-domborműve, valamint Székely Bertalan és Than Mór mozaikjai láthatók. A szentély fölötti kupola körmezejében az Úristen, a tambur felületén pedig Krisztus, valamint a próféták és az evangélisták freskóábrázolása látható (Lotz Károly alkotása). A szentélyboltozaton a szentmise allegóriái sorakoznak Benczúr Gyula mozaikjain, valamint Szent István életének fontosabb állomásai elevenednek meg Mayer Ede bronz domborműsorozatán. A Kauser József tervezte baldachinos főoltár Strobl Alajos műve, Szent István szobra díszíti.
A szószék szintén Kauser József munkája, emellett figyelemreméltóak a bazilika iparművészeti remekei is. Az üveg- és üvegfestészeti munkákat Róth Miksa készítette, a templom orgonája pedig a korban elismert, pécsi Angster József gyárának terméke. A belső tér díszítményeinek festési és főként aranyozási munkálatait Scholtz Róbert végezte el.
A bazilika belső terében található további műalkotások (zárójelben az alkotókkal):

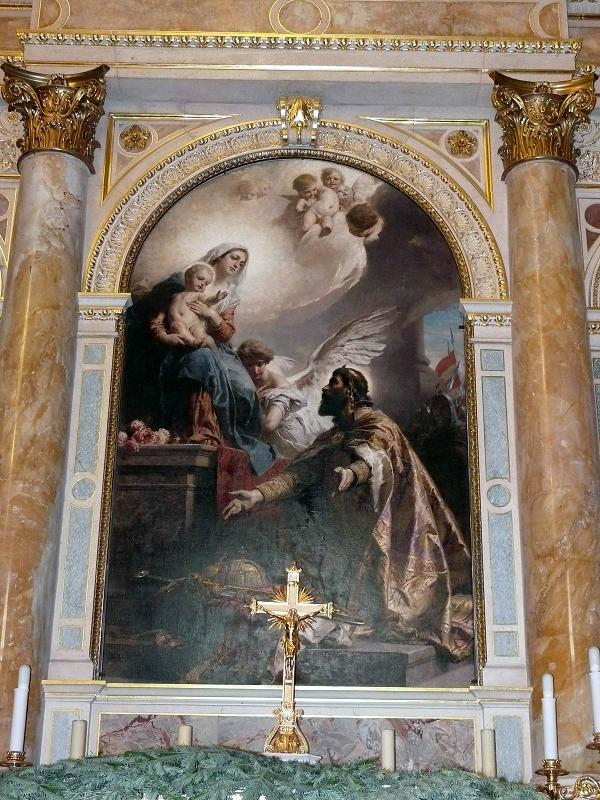
Benczúr Gyula oltárképe

| Szobrok - Szent László (Fadrusz János) - Szent Erzsébet (Senyey Károly) - Szent Gellért (Strobl Alajos) - Szűz Mária (Pátzay Pál) - Szent Margit (Ohmann Béla) - Szent Imre (boldogfai Farkas Sándor) - Szent Antal (Dankó József) - Szent József (Pátzay Pál) - Assisi Szent Ferenc (Strobl Alajos) - Gonzaga Szent Alajos (Strobl Alajos) - Krisztus (Dankó József) - Kis Szent Teréz (Ferenczy Béni) - Casciai Szent Rita (Jálics Ernő) | Oltárképek - Szent István felajánlja a koronát Máriának, oltárkép (Benczúr Gyula) - Krisztus a Kálvárián, oltárkép (Stetka Gyula) - Szent Cecília-oltárkép (Nádler Róbert) - Szent Imre-oltárkép (id. Vastagh György - Prágai Szent Adalbert-oltárkép (Roskovics Ignác) - Szent József-oltárkép (Feszty Árpád) |

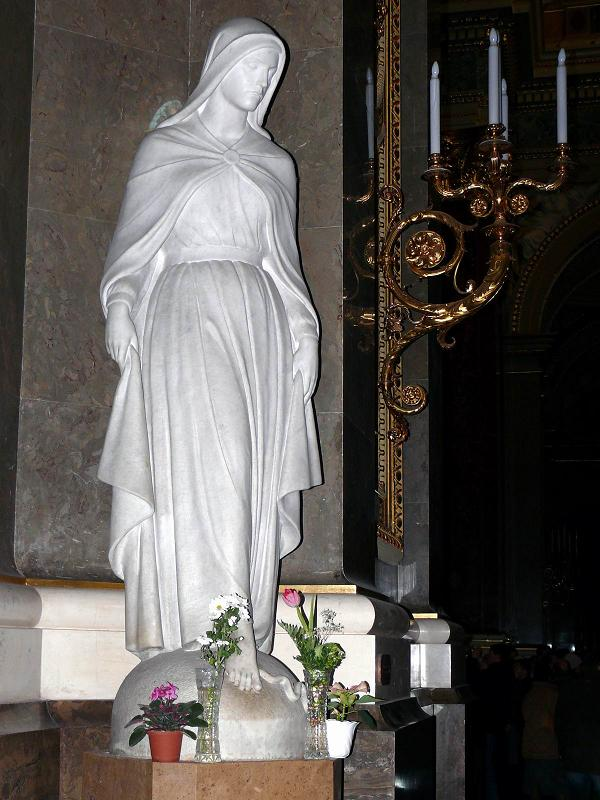
Pátzay Pál Szűz Mária-szobra

## A bazilika harangjai

### A jelenlegi harangok
- Szent István-nagyharang:

A déli (jobb) toronyban található. 9250 kilogrammos, alsó átmérője 240 cm. Magyarország legnagyobb harangja. 1990-ben készült a passaui Perner öntödében. Érdekessége, hogy füles harang; koronáján 6 db. fülecske van és ezeknél fogva van felfüggesztve. Legfőképpen augusztus 20-án és szilveszter éjfélkor kondul meg, emellett főünnepekkor hallható, valamint különleges alkalmakkor, például a pápa halálakor is megszólal. 
Elődjét Szlezák László öntötte, 1930-ban. Ez a harang 7945 kilogrammos volt. A második világháborúban, 1944. május 20-án hadi célokra elvitték. Az eredeti nagyharang Walser Ferenc öntőmester műhelyéből származott, 1891-ben készült. A Szentháromság tiszteletére szentelték fel 1892-ben, s az első világháborúban rekvirálták négy másik társával együtt.
- Nagyboldogasszony-harang:

Az északi (bal) toronyban található. 3600 kilogrammos, alsó átmérője 178,5 cm. Walser Ferenc öntötte, 1863-ban, Pesten. Ez volt az egyedüli, amelyet nem vittek egyik világháborúban sem, és ez a templom egyetlen eredeti harangja. Csak főünnepekkor hallható.
- Szent Henrik-harang:

Az északi toronyban található. 2150 kilogrammos, alsó átmérője 150 cm. A Perner-műhelyben öntötték, 1993. augusztus 20-án szentelték fel.
- Boldog Gizella-harang:

Az északi toronyban található. 1200 kilogrammos, alsó átmérője 117,8 cm. A Perner-műhelyben készült, 1993. augusztus 20-án szentelték fel.
- Szent Imre-harang:

Az északi toronyban található. 750 kilogrammos. A Perner-öntöde készítette, 1993. augusztus 20-án szentelték fel.
- Árpád-házi Szent Erzsébet-harang:

Az északi toronyban található. 500 kilogrammos. A Perner-műhelyben készült, 1993. augusztus 20-án szentelték fel.

### Harangozási rend
Minden nap az Úrangyalákra a Szent Henrik harang szól. Hétköznap 17.30-kor hívogat a Szentmisére a Boldog Gizella harang, majd 17.59-től beharangozik a Gizella+Imre harang. Hétvégén 17.30-kor szintén a Gizella harang hívogat, de a beharangozásra 17.57-től a 3 kisebb harang szól. Vasárnap 9.30-kor a Nagymisére a Henrik harang hívogat. Majd a beharangozásra 9.55-től a 4 legkisebb harangot hallhatjuk. A két legnagyobb harang csak egyházi ünnepeken szólal meg. Az augusztus 20-ai körmenetet a Szent István harang jelzi hosszasan.
| Dátum             | Alkalom |
| ----------------- | --- |
| 2010. április 17. | A Lech Kaczynski lengyel államfőt és kíséretét ért szerencsétlenség áldozataiért mondott gyászmise.           |
| 2010. június 4.   | A trianoni döntés 90. évfordulója alkalmából a bazilika valamennyi harangjának kíséretében.                   |
| 2011. június 7.   | Mádl Ferenc köztársasági elnök temetésének napján tartott engesztelő szentmise.                               |
| 2011. június 30.  | A częstochowai kegykép hiteles másolatának fogadása alkalmából a bazilika valamennyi harangjának kíséretében. |

## Kultikus vonatkozások
A bazilika 1931-ben kapta meg a basilica minor címet XI. Piusz pápától, s 1938-ban a Budapesten megrendezett XXXIV. Eucharisztikus Világkongresszus eseményeinek központja volt (ekkor nevezték el a kerületet Szentistvánvárosnak).
A bazilika felszentelésétől kezdve a Szent István-kultusz fő színtere, amely 1971-ben egy újabb vonatkozással gazdagodott. Ekkor alakították ki a szentély mögötti egykori Szent Lipót-, ma Szent Jobb-kápolnában Dominek György egyházművész tervei szerint a Szent Jobb befogadására alkalmas tárolóhelyet. A Szent István-bazilika azóta a Szent Jobb végleges őrzési helye, s a kultusz leglényegesebb eleme évről évre az augusztus 20-i ünnepen az ereklyének a Szent Jobb-körmenetben való körbehordozása.
1971 előtt a nemzeti ereklye őrzőhelye folyamatosan változott, 1971-ben azonban még az ország vezetése nem engedélyezte a körmenetet, így a Szent István-kultusz két fő motívuma – a Szent István-bazilika és a Szent Jobb-körmenet – csak 1989-ben fonódott össze. (1989-ig a Szent Jobbot csupán a kápolnából a szentélybe helyezték ki tiszteletadásra.)
1990-ben a német keresztény hetilap, a Neue Bildpost olvasóinak adakozásából az 1944-ben a nácik által lefoglalt harang helyébe új harangot öntettek. 1991-ben II. János Pál pápa látogatta meg a templomot Szent István király ünnepén, majd két év elteltével, 1993-ban az esztergomi bazilika mellett az Esztergom-Budapesti főegyházmegye társszékesegyházi rangjára emelte.

## Zenei élet
A Szent István-bazilika zenei élete 1905. évi felszentelése óta jelentős. Jeles orgonaművészek voltak a bazilika főorgonistái, köztük Antalffy-Zsiross Dezső, Zalánffy Aladár, Szakolczay-Riegler Ernő, Pécsi Sebestyén és 1963 óta Koloss István. A Szent István-bazilika kórusát 1909-ben alapította Sztojanovics Jenő, őt követte Demény Dezső (1913–1937), Harmat Artúr (1938–1959), majd Hidas Frigyes (1959–1962). 1962 óta a kórust Fehér László vezeti. Az elmúlt évszázadban az egyházi és komolyzenei, klasszikus és kortárs műveket egyaránt előadó kórus számos hangversenykörutat tett Európában. Nyaranta jeles hazai és külföldi orgonaművészek adnak hangversenyt a Bazilikában, s szintén nyári időszakban vasárnaponként a kórus is koncerttel várja az érdeklődőket.

## Altemplom
Az egykor a Fővárosi Levéltár hivatalának helyet adó altemplom 1996 óta kegyeleti hely, urnák és koporsók elhelyezésére egyaránt van lehetőség. 

### Itt nyugszik
- Vikárné Forrai Katalin (1926–2004) – zenepedagógus
- Puskás Ferenc (1927–2006) – a Nemzet Sportolója címmel kitüntetett olimpiai arany- és világbajnoki ezüstérmes magyar labdarúgó
- Polyák Imre (1932–2010) – a Nemzet Sportolója címmel kitüntetett olimpiai bajnok kötöttfogású birkózó
- Varga Zoltán (1945–2010) – magyar olimpiai bajnok labdarúgó
- Veres Győző (1936–2011) – magyar világ és európa bajnok súlyemelő
- Kocsis Sándor (1929–1979) – magyar válogatott labdarúgó. Hamvait 2012-ben hozták haza Barcelonából
- Grosics Gyula (1926–2014) – a Nemzet Sportolója címmel kitüntetett magyar labdarúgó
- Novák Dezső (1939–2014) – kétszeres olimpiai bajnok magyar labdarúgó
- Buzánszky Jenő (1925–2015) – a Nemzet Sportolója címmel kitüntetett magyar labdarúgó
- Bejczy Antal (1930–2015) – fizikus, az Amerikai Űrkutatási Hivatal, a NASA Jet Propulsion Laboratory vezető kutatója, a California Institute of Technology és a Washington University in St. Louis professzora
- Lorán Lenke (1927–2017) – Jászai Mari-díjas magyar színésznő
- Aradszky László (1935–2017) – magyar énekes
- Kóbor János (1943-2021) – Kossuth- és Liszt Ferenc-díjas magyar énekes, az Omega együttes tagja.

## Galéria

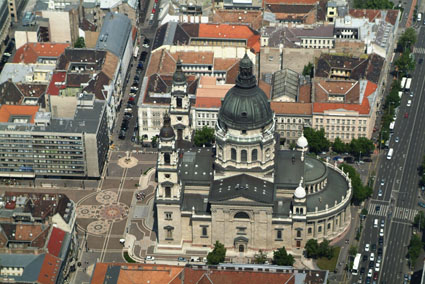
A bazilika madártávlatból
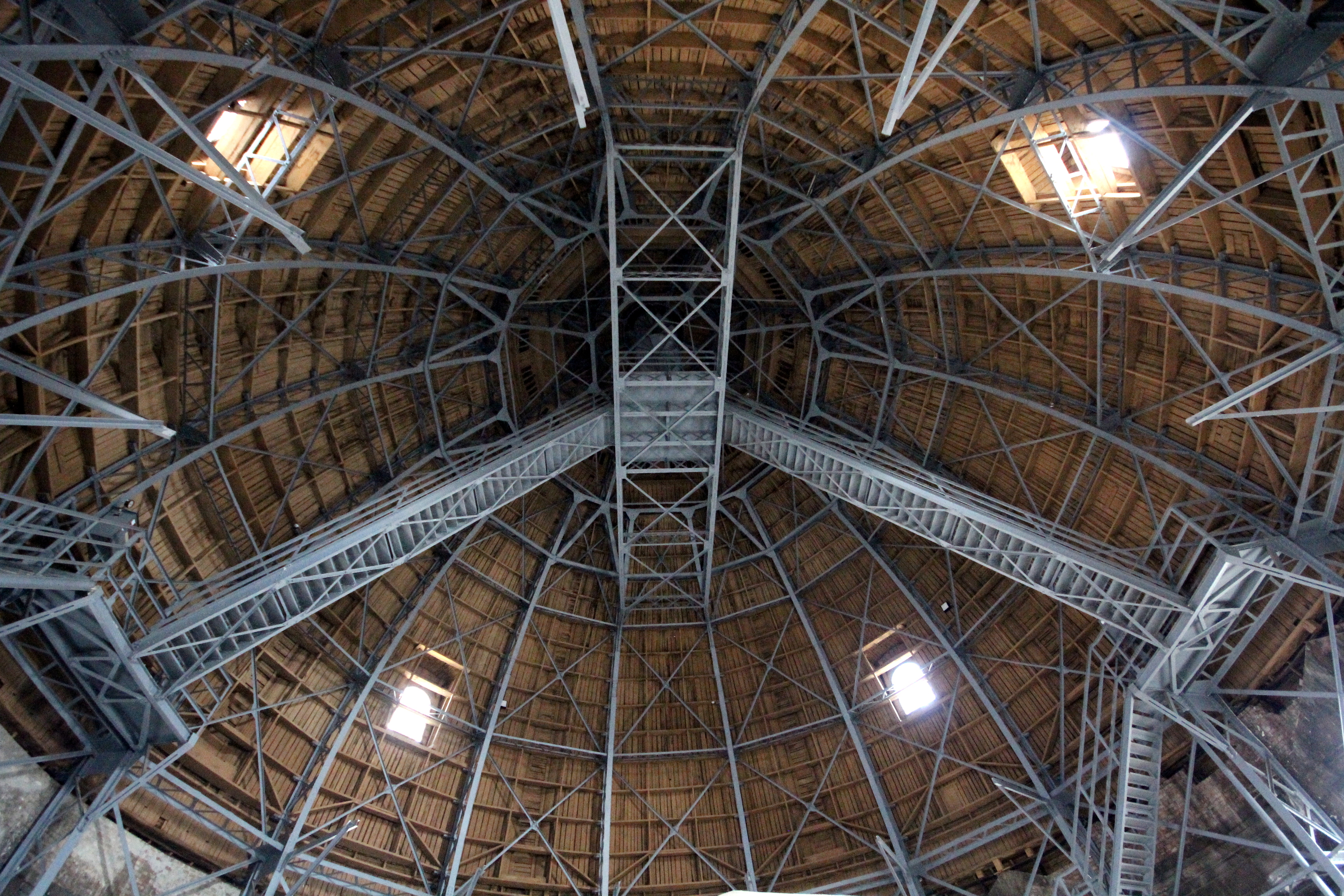
A külső kupola tartószerkezete
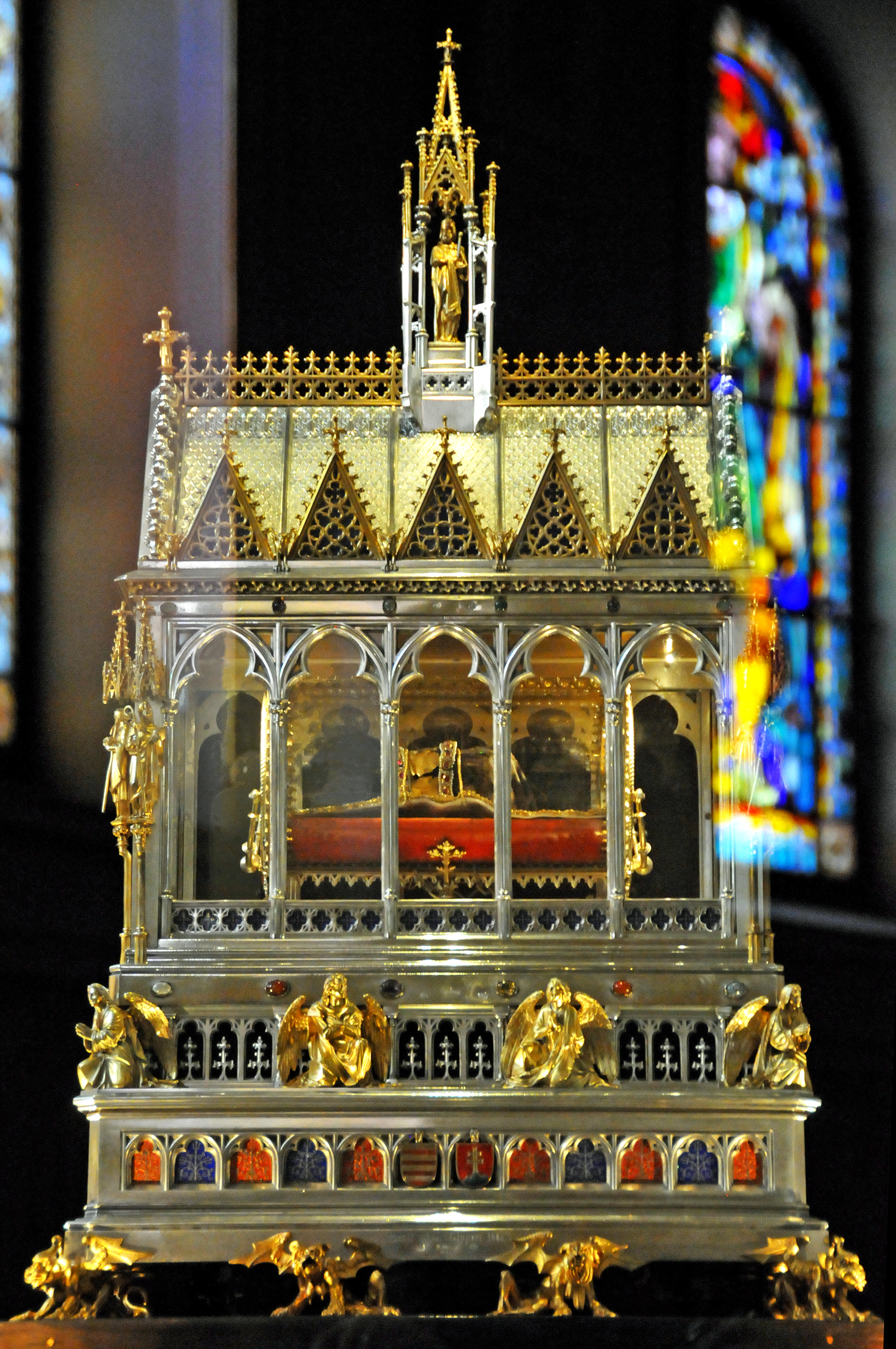
A Szent Jobb díszes ereklyetartójában
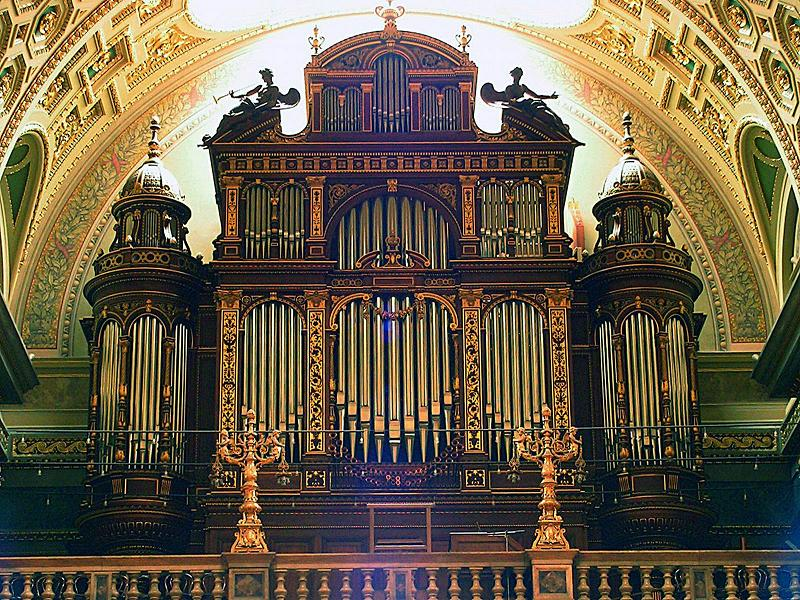
A bazilika orgonája
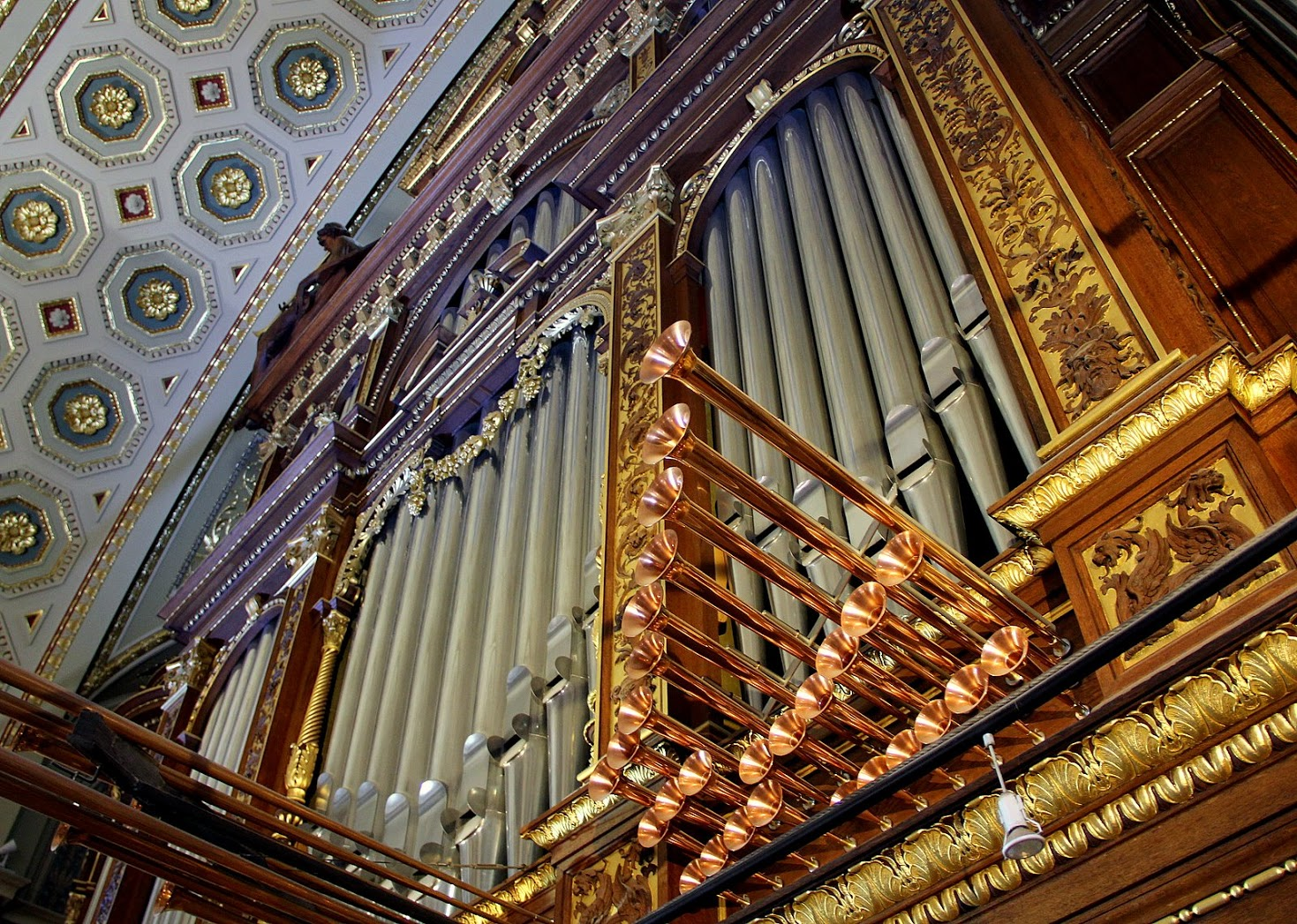
Az orgona spanyoltrombita-sípjai
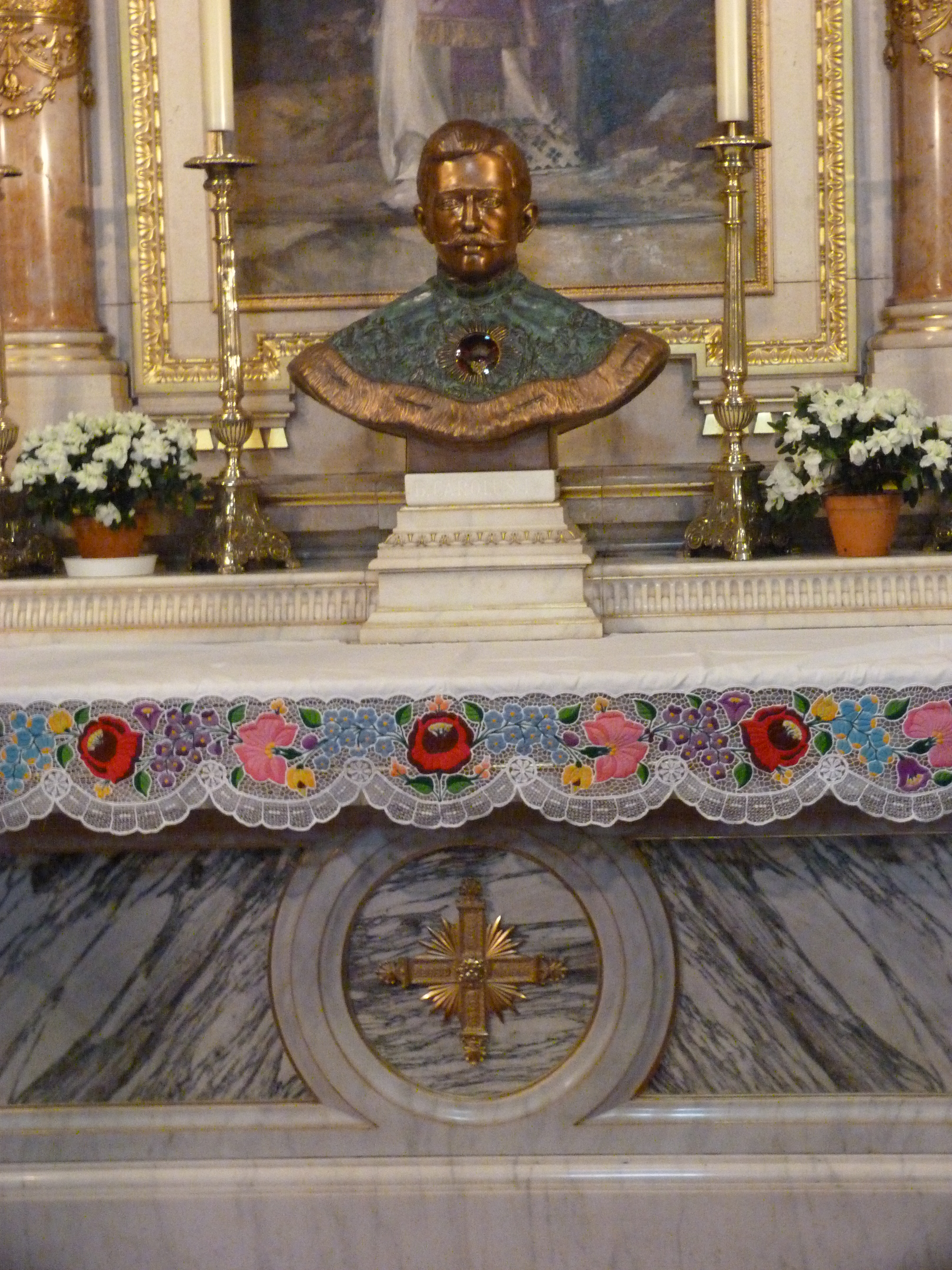
IV. Károly király hermája a bazilikában
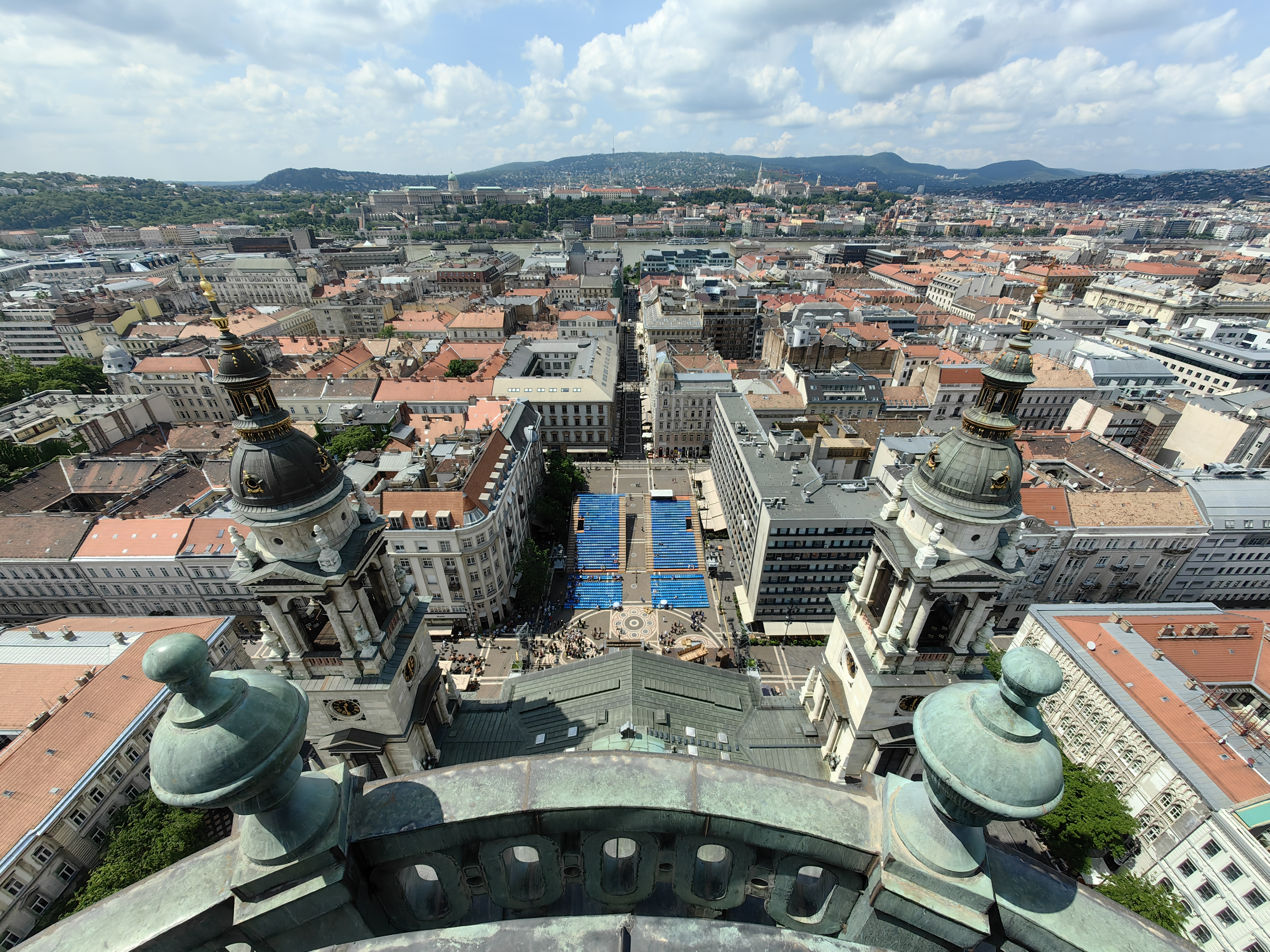
Panoráma terasz
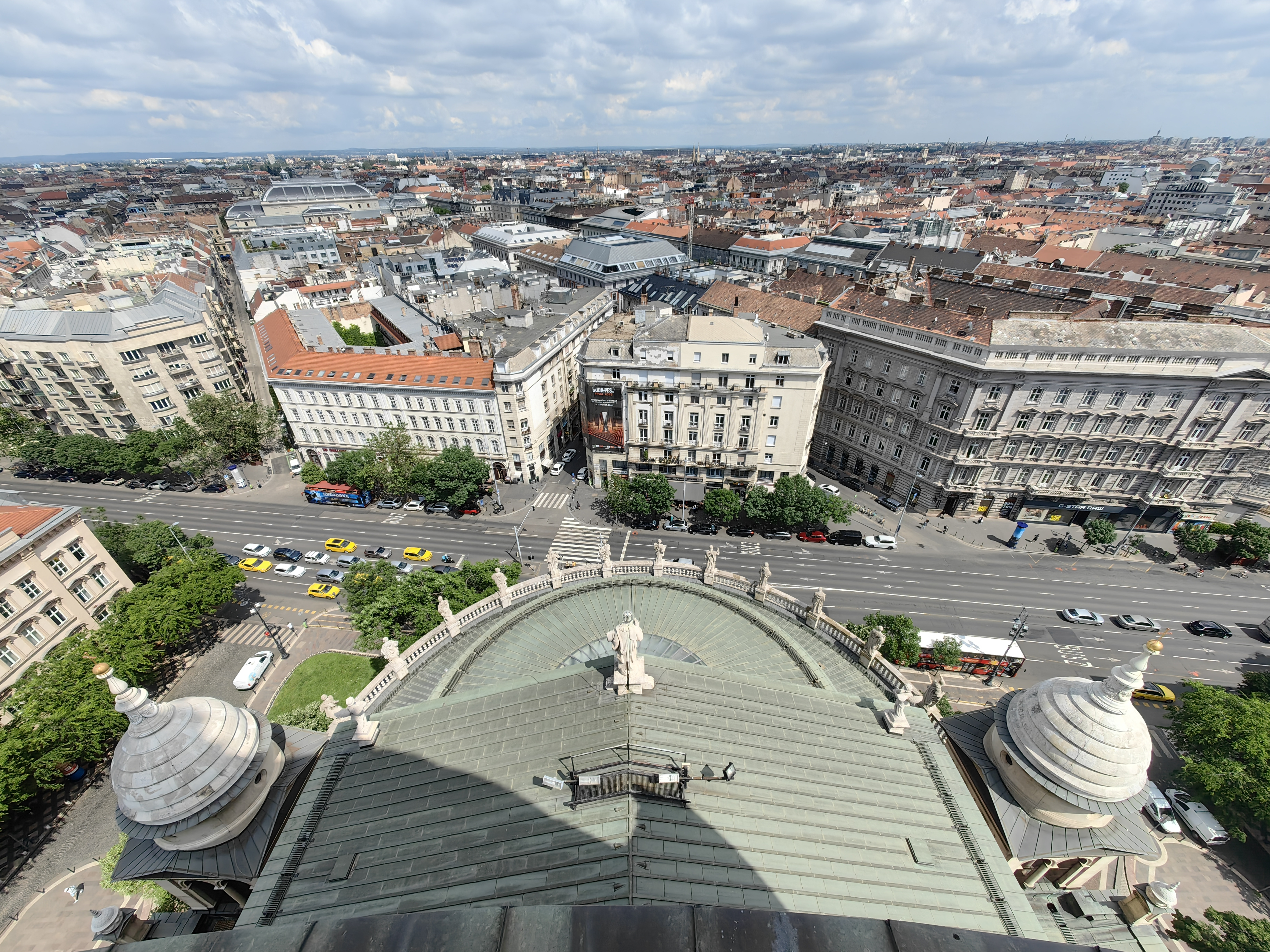
Panoráma terasz
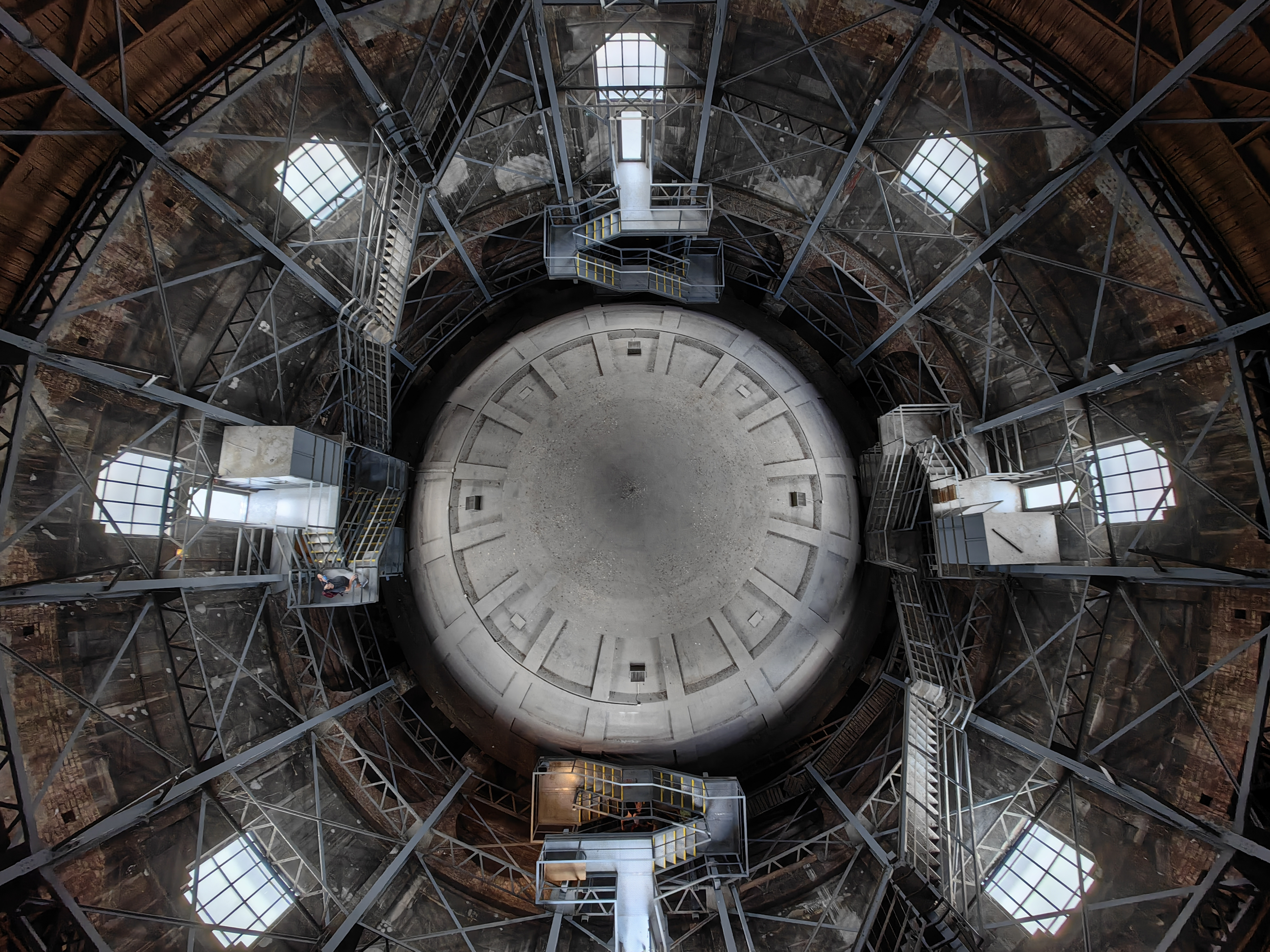
Kupola
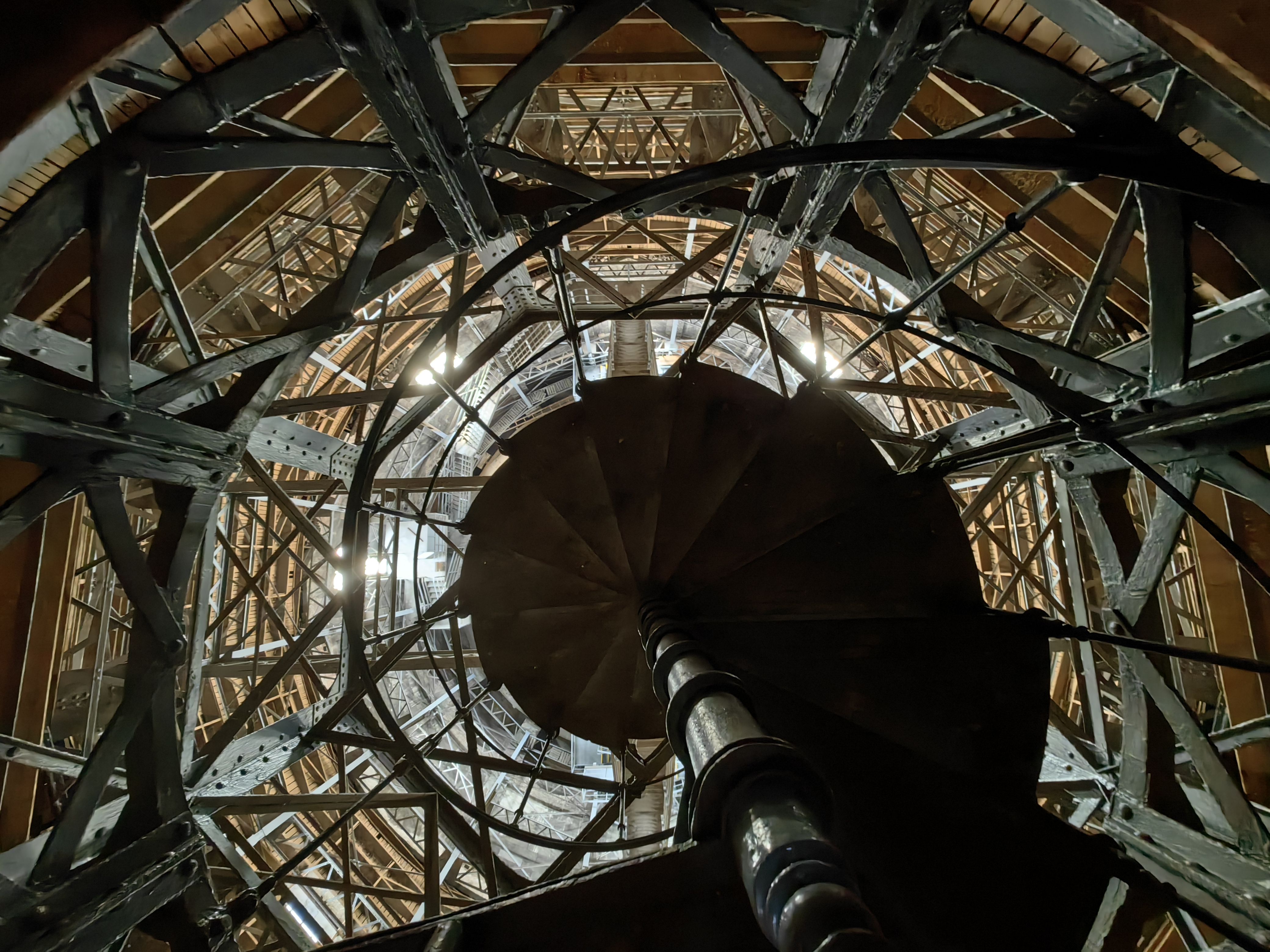
Kupola lépcsők
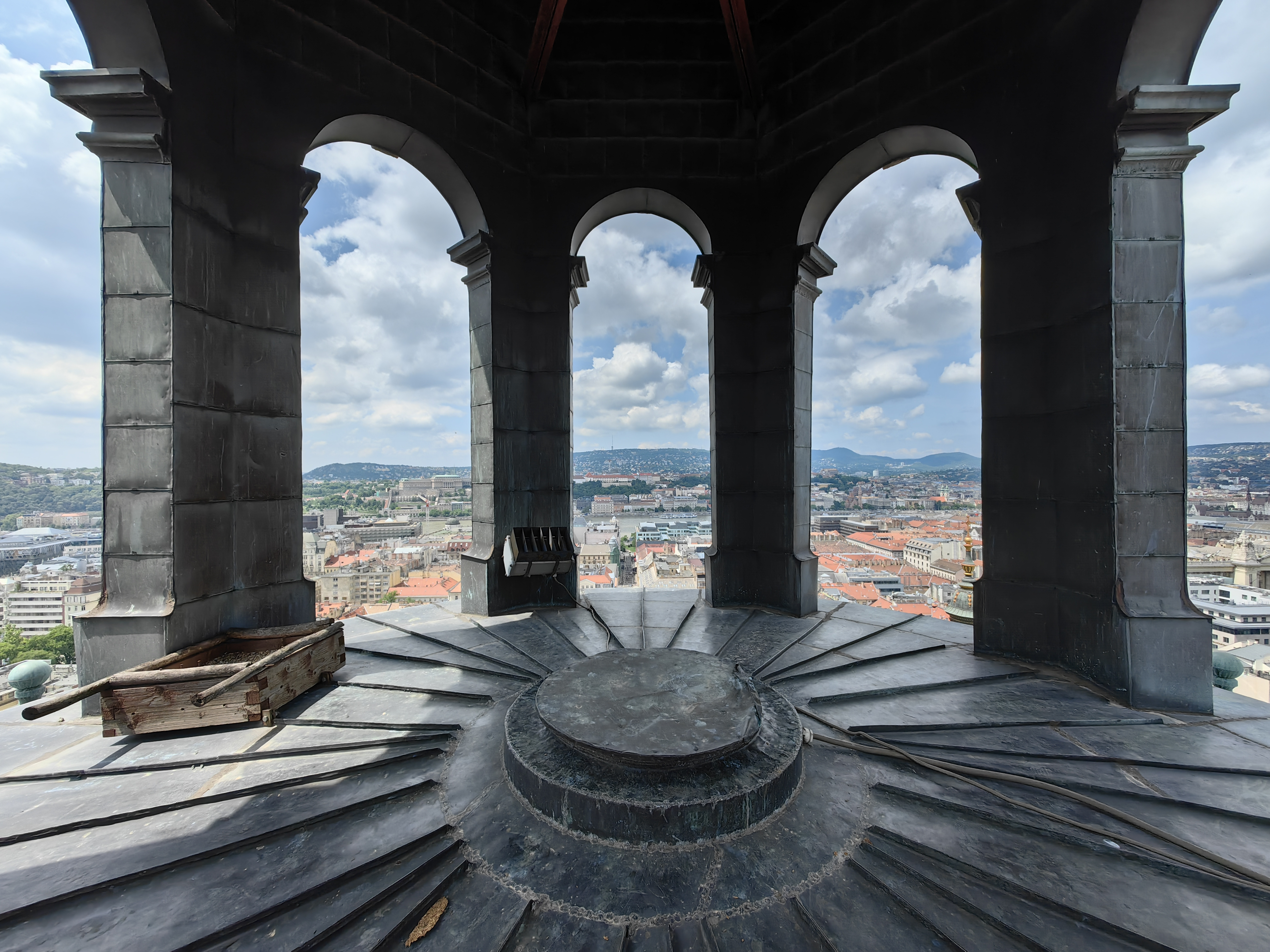
Kupola
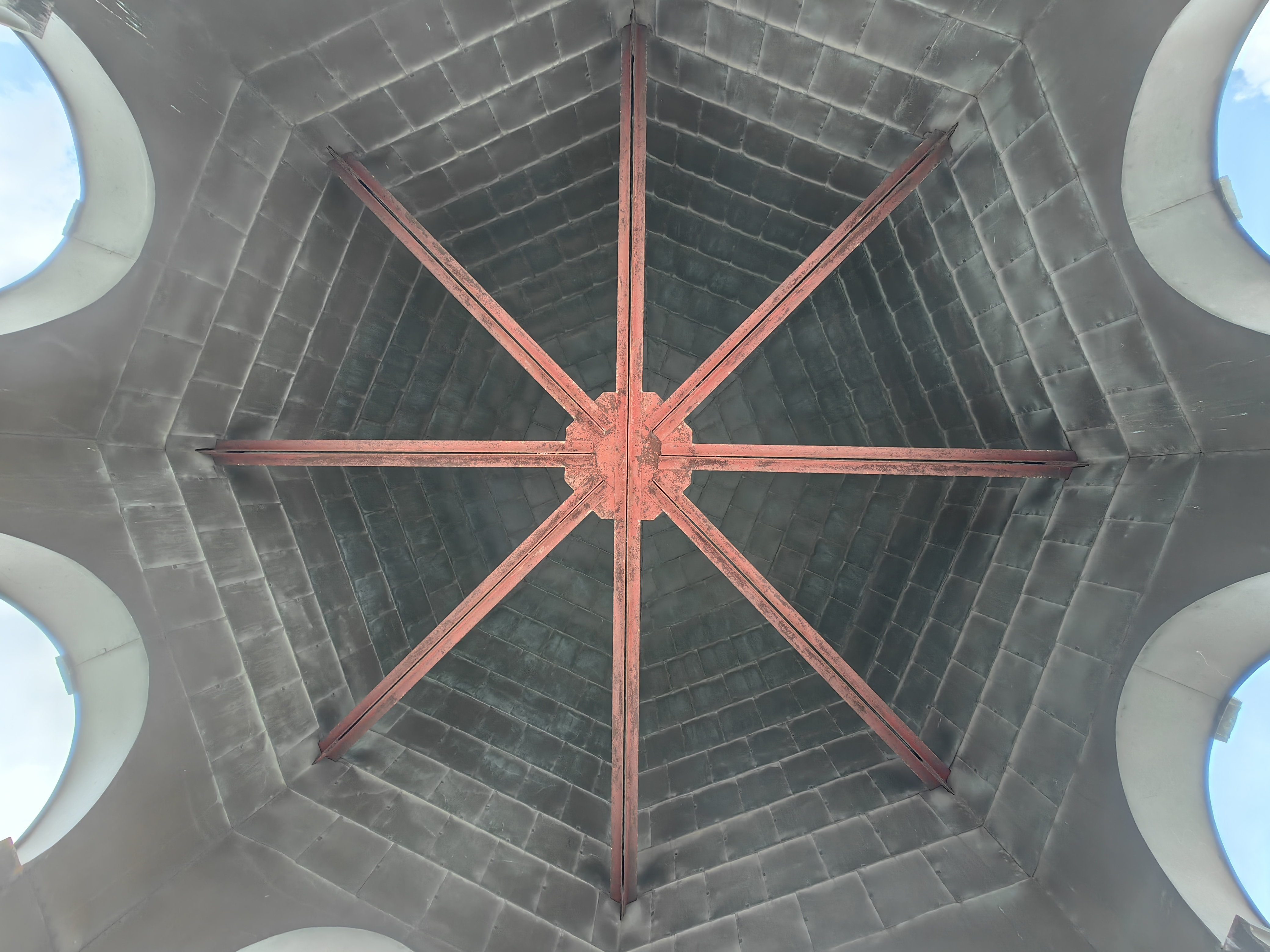
Kupola
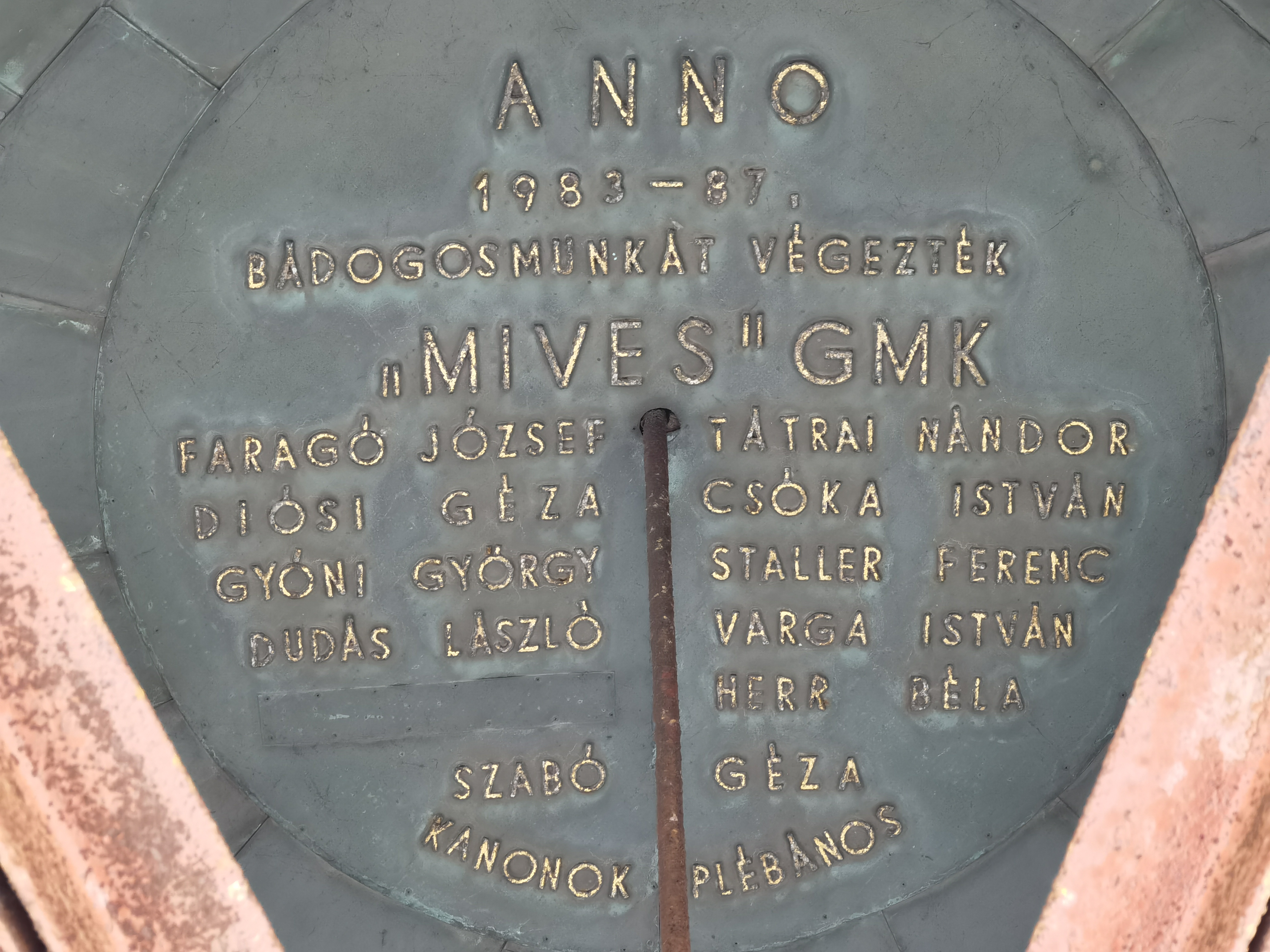
Kupola